# Parafia Trójcy Świętej i Kazańskiej Ikony Matki Bożej w Santiago
Parafia Trójcy Świętej i Kazańskiej Ikony Matki Bożej – prawosławna parafia w Santiago, należąca do eparchii południowoamerykańskiej Rosyjskiego Kościoła Prawosławnego poza granicami Rosji.
Językiem liturgicznym parafii jest cerkiewnosłowiański.